# 細野剛史

細野 剛史がいくっ！（ほその つよし、1985年11月10日 - ）は、千葉県松戸市出身（但し、出生地と幼児期を過ごしたのは東京都足立区）の柔道家（参段）。東海大学体育学部武道学科所属。身長171cm。体重81kg。足のサイズ29cm。胸囲106cm。ベンチプレス130kg。背筋力140kg。血液型B型。出身道場は松戸警察少年柔道部（松戸市）→榮進館柔道クラブ（葛飾区）

## 出身校
- 松戸市立矢切小学校卒業
- 東海大学付属浦安中学校卒業
- 東海大学付属浦安高等学校卒業
- 東海大学体育学部武道学科　卒業

## 主な戦歴
- 1992年6歳：柔道を始める
- 1995年小5：第16回全国少年柔道大会　団体出場　個人ベスト16
- 1996年小6：第17回全国少年柔道大会　団体出場
- 2003年8月：全日本ジュニア柔道体重別選手権大会関東地区予選会81kg　優勝
- 2003年8月：インターハイ柔道競技（団体戦）　出場
- 2005年10月：全日本学生柔道体重別選手権大会（81kg級）　出場